# 注射製模

1.螺桿擠出 2.料斗 3.顆粒 4.貼合組 5.加熱元件 6.模具

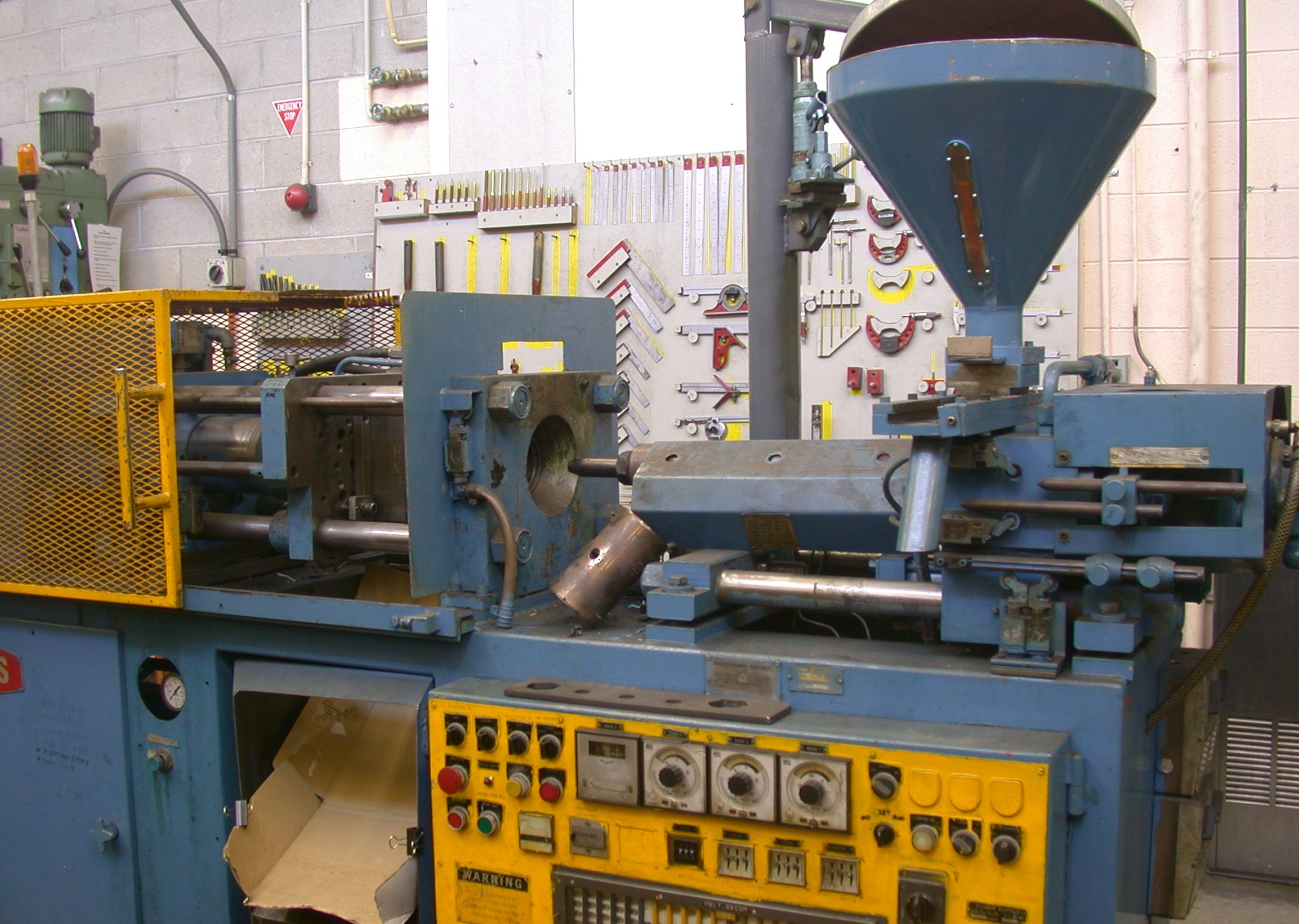
單色注塑機。

注射製模 （injection molding）是一种生產由熱塑性塑料或熱固性塑料所構成的部件的过程。注射成型就是将塑料（一般为粒料）在注射成型机的料筒内加热熔化，当呈流动状态时．在柱塞或螺杆加压下，熔融塑料被压缩并向前移动，进而通过料筒前端的喷嘴以很快速度注入温度较低的闭合模具内，经过一定时间冷却定型后，开启模具即得制品。这种成型方法是一种间歇操作过程。它包括兩個主要部分，一個注射裝置和夾緊裝置。注塑機中的模具可以固定在水平或垂直位置。大多數機器是水平方向的，但垂直機器用於一些特殊應用，此過程類似鑄造，材料被注入到一个被加热的桶，混合（由固态熔化成粘稠的液态）後被擠進鑄模。材料可以在鑄模（型腔）中冷却和凝固成鑄模的形状。通常是由工业设计者或者工程师完成产品设计，注塑用鑄模是由鑄模制造者（或模具制造者）所制造，通常是以钢或铝一類的金屬製成，而所期望的部件的外形特徵由精密机械加工而成的型腔来形成。塑膠射出成型能製作的物品廣泛，舉凡生活用品、汽車零件、醫療器材、電子產品、嬰幼玩具等等都是製造的範圍。可使用的材料與應用範圍廣，因為鋼模可以製作複雜、高精度、多樣的成品，但相對的開模成本也高，因此通常會提高產量來分攤模具成本。

## 历史
在1868年，海雅特开发了一種他命名为賽璐璐的塑料。雖然賽璐璐已经于1851年由亞歷山大・帕克斯发明，但海雅特改善它，使它能够被加工為成品形状。海雅特同他的兄弟艾賽亞于1872年，注册了第一部柱塞式注射机的专利权。这个机比現代使用的机器相对简单。它运行起来基本地像一个巨大的皮下注射器针头。这个巨大的针头（擴散筒）通过一个加热的圆筒注射塑料到模具裏。
在第二次世界大戰期間，注射機生產了大量價格低廉的塑料產品。
1946年，美國發明家詹姆斯沃森亨德利建造了第一個注塑機，這使得更精確地控制注射速度和質量控制成為了可能。注塑機使材料在注射前混合，使彩色或再生塑料可被徹底與原生材料混合。1951年美國研製出第一台螺桿式注塑機，它並沒有申請專利，至今仍被使用。

## 設備

### 機器

#### 注塑成型机的分类
注射成型机按外形特征可分为立式、卧式、直角式、旋转式和偏心式等多种，目前以卧式最为常用。按照工程塑料在料筒中熔融塑化的方式来分，常用的有柱塞式和螺杆式两种。柱塞式注射机由于存在塑化能力较低，塑化不易均匀，注射压力损耗大，注射速度较低等缺点，近年来很少发展。目前应用最广泛的是往复螺杆式注射机。

#### 模具
利用本身特定形状，使塑料(或聚合物)成型为具有一定形状和尺寸的制品的工具称模具。模具的作用在于：在塑料的成型加工过程中，赋予塑料以形状，给予强度和性能，完成成型设备所不能完成的工作，使它成为有用的型材(或制品)。
对下同的成型方法，采用原理和结构特点各不相同的模具；按照成型加工方法把根具分为：压制模具(压模)、压铸模(传递成型模)、中空吹塑模具、真空或压力成型模具、挤出模具(机头，)及注射模具等。其中最主要的是挤出模具及注射模具。用于注射成型的模具，出于制品结构、成型设备及原材料性质的不同，其具体结构可以千变万化，然而其基本结构都是一致的。注射模具主要由浇注系统、成型零件和结构零件三大部分所组成；浇注系统是指塑料熔体从喷嘴进入型腔前的流道部分．包括主流道、分流道、浇口等。成型零件系指构成制品形状的各种零件；包括动、定模型腔、型芯、排气孔等。结构零件，是指构成模具结构的各种零件；包括执行导向、脱模、袖芯、分型等动作的各种零件。

## 影響的材料特性

### 成型試驗
最佳的品質和生產的射出成型，相關參數設置嚴重影響成本。
- 保壓，以防止縮痕，持續時間應用的基礎上保壓壓力，越厚的一部分，保壓時間越長。反之越薄越短。
- 冷卻時間，一旦開始注射階段已完成。熔化塑料的溫度越高冷卻時間越長，越厚的部分產生的冷卻時間越長。

## 注射成型工艺条件
注射成型最重要的工艺条件是影响塑化、流动和冷却的温度、压力和相应的各个作用时间等。

### 温度
注射成型过程中需要控制的温度有料筒温度、喷嘴温度和模具温度等。前两种温度主要影响塑料的塑化和流动，而后一种温度主要是影响塑料的流动和冷却。

#### 料筒温度
料筒温度的选择一般应保证物料塑化良好，能顺利实现注射又不会引起塑料分解。影响料筒温度的主要因素有：不同种类塑料的特性、塑料制品的厚薄及形状以及注射成型机的类型。

#### 喷嘴温度
喷嘴温度通常要略低于料筒最高温度，这是为了防止熔料在直通式喷嘴发生流延现象。但是，喷嘴温度也不能过低，否则将会造成填充壓力增加，或無法射出。

## 注射系统
注射系统是注塑机的主要部分，其作用是使塑料均匀地塑化并达到流动状态，在很高的压力和较快的速度下，通过螺杆或柱塞的推挤注射入模。注射系统包括：加料装置、料简、螺杆(或柱塞及分流梭及喷嘴等部件。

### 加料装置
注塑机上设有加料斗，常为倒圆锥形或锥形，其容量可供注塑机1—2小时之用。很多注塑机的加料装置中有计量器，以便定量或定重加料；有的还有加热或干燥装置。

### 料筒
与挤出机的料筒相似，但内壁要求尽可能光滑，呈流线型，避免缝陕、死角或不平整处；各部分机械配合要精密。料筒大小决定于注塑机最大注射量。柱塞式注塑机的料筒容量常为最大注射量的4—8倍；螺杆式注塑机因有螺杆在料筒内对塑料进行搅拌和推挤作用，传热效率高，混合塑化效果好，因而料筒容量一般仅为最大注射量的2—3倍。料筒外部有加热元件，可分段加热，通过热电偶显示温度，并通过感温元件控制温度。

### 分流梭和柱塞
都是柱塞式注射机料筒内的主要部件。分流梭是装在料筒靠前端的中心部分，形状似鱼雷的金属部件。其种类很多，下图所示为常见的一种。其表面常有4—8个呈流线型的凹槽，槽深随注射机容量而变化，一船约为2—10毫米，分流梭上有几条凸出筋；将其支承于料简上，起定位和传热作用。

#### 分流梭的作用
分流梭的作用是将料筒内流经此处的塑料分成薄层，使塑料产生分流和收敛流动；以缩短传热导程，加快热传递，有利于减少和避免接近料筒壁面处塑料过热引起的热分解现象。同时塑料熔体分流后，在分流梭表面流速增加，剪切速率加大，从而产生较大的摩擦热，使料温升高．粘度下降．塑料得到进一步混合和塑化，这就有效地提高了柱塞式注塑机的生产率和制品的质量。
螺杆式注塑机通常不需分流梭，因螺杆的均化段已具上述效果。

### 螺杆
它的作用是送料、压实、塑化、传压。当螺杆在料筒内旋转时，将从料斗来的塑料卷入，并逐步将其压实。排气和塑化，熔化塑料不断由螺杆推向前端。并逐渐积存在顶部与喷嘴之间，螺杆本身受熔体的压力而缓慢后退，当积存熔体达到一次注射量时，螺杆停止转动，传递液压或机械力将熔体注射入模。螺杆的形式和结构与挤出机螺杆相似。
但注射螺杆的长径比L／D较小，约在10一15之间，压缩比较小，约为2—2．53，与挤出机螺杆比较．注射螺杆的均化段长度较短，螺槽较深(约深15—25％)；但螺杆加料段长度则校长；同时螺杆头部呈尖头形(挤出螺杆为圆头或鱼雷头形)。与挤出螺杆的作用相比，注射螺杆只起预塑化和注射两个作用，对塑化能力、压力稳定以及操作连续性和稳定性等的要求没有挤出机螺杆那么严格。同时注射螺杆既可旋转又能前后移动，从而能完成对塑料的塑化、混合和注射作用。推动螺杆或柱塞对熔融塑料施加的压力主要来源于液压力或机械力，由于液压传动平稳、保压好和可调节压力等优点，故绝大多数注射机都采用液压传动。

### 喷嘴
喷嘴是连接料筒和模具的重要桥梁，主要作用是注射时引导塑料从料筒进入模具，并具有一定射程。所以喷嘴的内径一般都是自进口逐渐向出口收敛，以便与模具紧密接触。由于喷嘴内径不大，当塑料流过时速度增大，剪切速率增加，能进一步混合塑化。

## 射出過程、控制參數

### 射出週期
在成型週期區分5個主要步驟：
整個程序中的一開始塑料注入模具到塑料完成品稱為注塑週期。
1.模具合起。(合模)

2.然後注入塑料到模腔充滿後，保壓保持用以彌補材料收縮。(填充)

3.螺桿旋轉，讓塑料填充到待注室至滿載，讓螺桿退至後段已準備下一次注入模具所需塑料的量。(保壓/計量)

4.一旦塑料完成品充分冷卻。（冷卻）。

5.模具打開即可頂出塑料完成品。(頂出)

### 時間函數
| 所花費的時間，使產品採用注射成型計算： 模具打開 /關閉時間（2M） + 注射時間（T） + 冷卻時間（C） + 頂出時間（E） 其中要找出T是要： 模具尺寸（V）/ 流動率（R） 總共時間 = 2M + T + C + E T = V/R V = 模腔尺寸 (in3) R = 物質流率 (in3/min) |

### 公差和表面
隱藏的成本要素，射出成型製品不可能跟機械加工製品一樣，雖然大多數人都意識到這一點，但還是常常被要求到無法達成的標準，或使模具成本效益變低，致使生產困難。成型誤差有一個指定的容許值，對差的參數，如尺寸、重量、形狀或角度等，以最大限度地控制在設定的公差通常有最低和最高限額的厚度。
| 模具類型 | 通常（英吋） | 可能（英吋） |
| -------- | ------------ | ------------ |
| 熱塑性   | ±0.008       | ±0.002       |
| 熱固性   | ±0.008       | ±0.002       |

### 潤滑
潤滑除了是機器關節運作順暢的保證，同時也具備防鏽的功能。

### 冷卻
在注射製模中由於是要將塑料加熱變爲可塑狀態，所以在注射装置部分中設有待注壓筒（加熱器）和加熱裝置，通常在一部壓機中需要考慮冷却的部分大致是以下四方面：
1.模具模冷却：模具必須進行冷卻，以便為生產得以進行。由於水相當廉價，所以水是作為初級冷卻劑來冷卻模具，水可以通過引導模具縮短快速冷卻時間。通常較冷模具更有效，因為這樣可以有更快的生產週期時間。但是，這不一定是正確的，因為部分材料太冷反而有反效果。

2.料栓冷却：由於加熱裝置使待注射筒變熱，因熱之傳導關係，會引起與待注壓筒相連接料栓變熱，使在這裏之塑料融結。爲了防止熱之傳導，在靠近料栓附近設有冷却裝置。
3.油的冷却：油是壓機中液壓傳動的介質。在不斷的傳壓過程中漸漸的變熱，這個熱的結果會使啷筒中防漏油膠圈容易損壞，若溫升過高更會引起啷筒各構件膨脹得厲害，因而使壓機之效率降低， 所以在每部壓機中均設有油的冷却裝置。
4.柱塞的冷却：在一些较大容量的壓機中，柱塞是要冷却的，因爲柱塞是直接將冷的塑料推到熱的待注壓筒中，若長期工作中也會引起溫度升高，若不冷却則有可能將推入壓筒的塑料拖帶回來而在料栓附近融結。故此又須冷却。

### 加熱溫度要求
在這個過程中所需的溫度取決於注塑物品，不同材料之間使用，需求取決於“物質的比重，熔點，導熱係數，零件尺寸和成型率。下表將提到有關最常用的材料。
| 材料     | 比重          | 熔點 (°C)  |
| -------- | ------------- | ---------- |
| 環氧樹脂 | 1.12 to 1.24  | 120        |
| 酚醛樹脂 | 1.34 to 1.95  | 120        |
| 尼龍     | 1.01 to 1.15  | 194 to 265 |
| 聚乙烯   | 0.91 to 0.965 | 110 to 117 |
| 聚苯乙烯 | 1.04 to 1.07  | 170        |

## 添加劑
添加劑有很多種，有潤滑劑、氧化防止劑、熱穩定劑、強化劑等等。部份原料必須加入添加劑才能做的出塑膠成品。

## 塑膠射出成品的缺陷與補救
大部分問題的原因及對策大多數與周期的穩定有關。
成型上缺點，有些發生在機器性能、模具設計或是原料特性本身外，大部分問題可靠調整來解決。有些缺點及原因僅限於某些原因，有些缺點是同一原因之過與不及。

## 外部連結
- （繁體中文） 財團法人塑膠工業技術發展中心 （页面存档备份，存于）
- （繁體中文）（英文） 台灣區模具工業同業公會 （页面存档备份，存于）
- （英文） 塑膠的形成 - 好處及挑戰